# 阿卡蓋拉國家公園

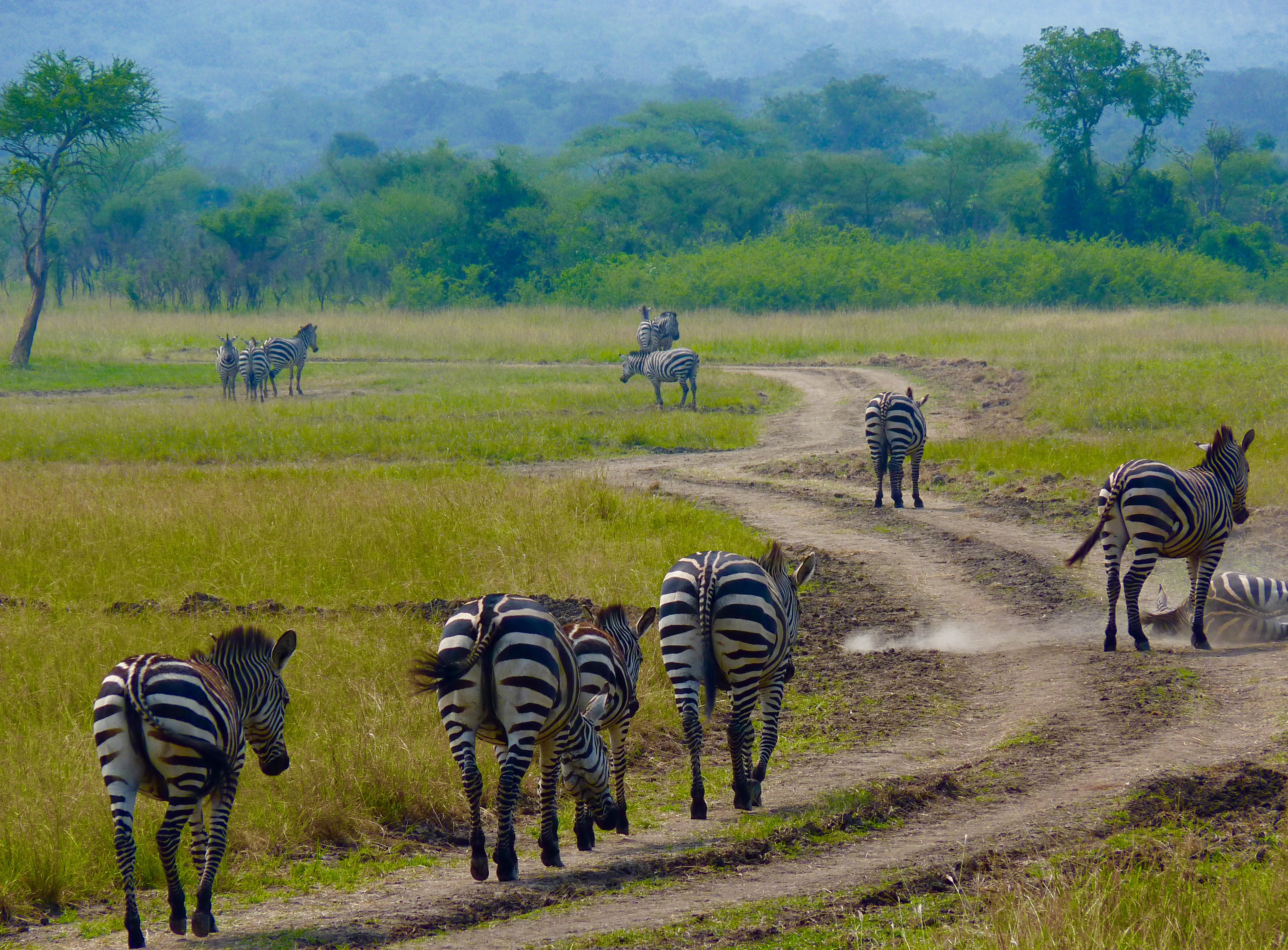
阿卡蓋拉國家公園

阿卡蓋拉國家公園（法語：Parc national de l'Akagera）是非洲國家盧旺達，位於該國北部與坦桑尼亞接壤的邊境附近，佔地約1,200平方公里，成立於1934年，取名自卡蓋拉河，在1990年代早期前有多種野生動物。

## 外部連結
- World Conservation Society
- African Parks Network （页面存档备份，存于）
- October 2004 pictures